# Mardelle

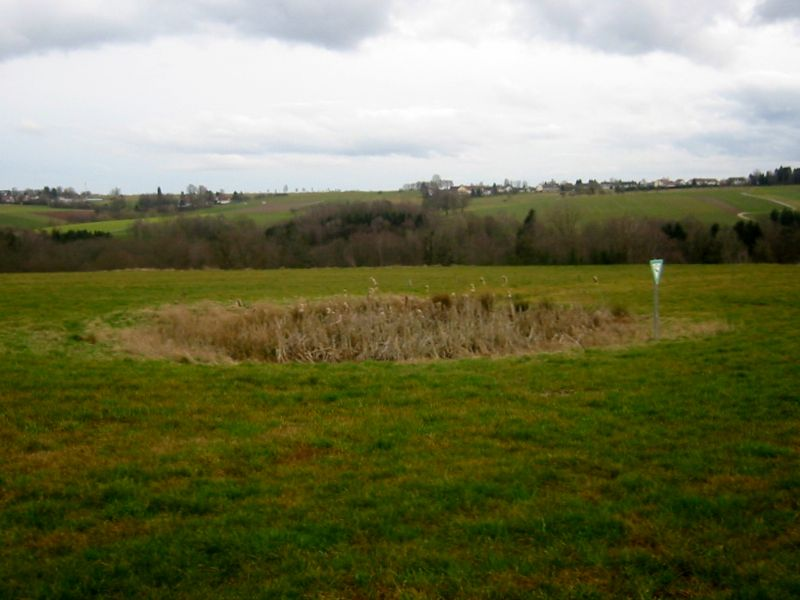
Une mardelle

Une mardelle est une doline enrobée de dépôts superficiels argileux imperméables selon la Commission française des phénomènes karstiques (1972). L'origine des mardelles est soit périglaciaire, créée par la fonte d'une loupe de glace, soit karstique, créée par une dissolution de la roche sous jacente.
Une mardelle est une ancienne demeure creusée profondément dans le sol se présentant aujourd'hui « sous forme de fond de cabane » souvent remplie d'eau et assimilée à une mare, remontant à une époque fort ancienne, mais indéterminée : âge du fer ou époque romaine.
« Elle nous apparaît comme deux types divers de colonisation, dont l'un, la mardelle, dans la forêt, dans les clairières et en terrain pauvre, a conservé les formes anciennes tandis que la villa, sur des sols plus riches, s'est assimilée à la civilisation nouvelle ».
Une mardelle est par extension une mare contenue dans de telles formations.
Mardelle est aussi le titre d'un bulletin spéléologique édité par le Groupe d'étude et de recherche spéléologiques meusien GERSM .